# Anna Maria Vittoria di Borbone-Condé
Anna Maria Vittoria di Borbone, in francese Anne Marie Victoire de Bourbon (Parigi, 11 agosto 1675 – Asnières-sur-Seine, 23 ottobre 1700), era figlia di Enrico III Giulio, principe di Condé, e di Anna Enrichetta del Palatinato; come membro della Casa regnante dei Borbone essa era una principessa del sangue. Non si sposò mai e morì di una malattia polmonare.

## Biografia
Anna Maria Vittoria era la settima figlia nata dal matrimonio del Duca e della Duchessa d'Enghien; suo padre era l'unico figlio maschio sopravvissuto del Grand Condé, mentre sua madre era una figlia di Anna Maria di Gonzaga-Nevers, grande figura politica dell'epoca. Nacque all'Hôtel de Condé a Parigi, la residenza cittadina dei Principi di Condé quando non si trovavano a corte, preso il castello di Saint-Germain-en-Laye, nei dintorni della capitale. I due mesi che precedettero la nascita di Anna Maria videro la morte di due suoi fratelli e sorelle, Anna, mademoiselle d'Enghien (1670-1675), ed Enrico, conte di Clermont (1672-1675).
Anna Maria era molto piccola e per questo motivo le veniva vietato di partecipare ai balli di corte, ma nonostante questo era ritenuta più attraente delle sorelle minori, Anna Luisa Benedetta, mademoiselle de Charolais, e Maria Anna, mademoiselle de Montmorency.
Ella utilizzò il titolo di Mademoiselle d'Enghien, appartenuto alla defunta sorella Anna, fino al 1688, quando la sorella maggiore, Maria Teresa, mademoiselle de Bourbon, sposò Francesco Luigi, principe di Conti, primo cugino del padre. Da quel momento in poi Anna Maria Vittoria venne conosciuta con l'appellativo di Mademoiselle de Condé, dal titolo di Principe di Condé che il padre assunse nel 1684 alla morte del Grand Condé, principale organizzatore del matrimonio della nipote con il Principe di Conti.
Anna Maria Vittoria non si sposò mai e morì al castello d'Asnières, fuori Parigi, apparentemente per una malattia polmonare; il castello divenne poi la residenza dell'amante di Filippo II di Borbone-Orléans e fu rimodellato dal Marchese d'Argenson. Anna Maria venne sepolta nel convento carmelitano del faubourg Saint-Jacques, a Parigi.
Mademoiselle de Condé fu considerata come possibile sposa del Duca del Maine, ma esso le preferì la sorella Benedetta, causandole grande dispiacere; la delusione peggiorò le sue condizioni di salute, tanto da condurla alla morte all'età di soli venticinque anni. Un altro candidato che venne considerato per la mano di Anna Maria Vittoria fu Giorgio Guglielmo di Brandeburgo-Ansbach, figlio di Giovanni Federico, margravio di Ansbach, e fratello di Carolina di Ansbach, regina consorte di Gran Bretagna.
Dopo la morte di Anna Maria, Saint-Simon scrisse che ella aveva: «un bellissimo portamento, e un animo ancora più bello, grande intelletto, senno, ragionevolezza, gentilezza, ed una pietà che la sostenennero in una vita molto triste. Venne realmente così rimpianta da tutti coloro i quali la conobbero...»

## Titoli nobiliari
- 11 agosto 1675 – 22 gennaio 1688: Sua Altezza Serenissima Mademoiselle d'Enghien[4]
- 22 gennaio 1688 – 23 ottobre 1700: Sua Altezza Serenissima Mademoiselle de Condé

## Antenati
|                                      |                              |                                    | Genitori                         |  |  | Nonni |  |  | Bisnonni                   |  |  | Trisnonni                 |  |
|                                      |                              |                                    |                                  |  |  |       |  |  | Enrico II di Borbone-Condé |  |  | Enrico I di Borbone-Condé |  |
|                                      |                              |                                    |                                  |  |  |       |  |  | Enrico II di Borbone-Condé |  |  | Enrico I di Borbone-Condé |  |
|                                      |                              | Charlotte de la Trémoille          |                                  |  |  |       |  |  | Enrico II di Borbone-Condé |  |  |                           |  |
| Luigi II di Borbone-Condé            |                              |                                    |                                  |  |  |       |  |  | Enrico II di Borbone-Condé |  |  |                           |  |
|                                      |                              | Carlotta Margherita di Montmorency | Enrico I di Montmorency          |  |  |       |  |  |                            |  |  |                           |  |
|                                      |                              | Carlotta Margherita di Montmorency | Enrico I di Montmorency          |  |  |       |  |  |                            |  |  |                           |  |
|                                      |                              | Carlotta Margherita di Montmorency | Louise de Budos                  |  |  |       |  |  |                            |  |  |                           |  |
| Enrico III Giulio di Borbone-Condé   |                              | Carlotta Margherita di Montmorency |                                  |  |  |       |  |  |                            |  |  |                           |  |
|                                      |                              | Urbain de Maillé-Brézé             | Charles de Maillé-Brézé          |  |  |       |  |  |                            |  |  |                           |  |
|                                      |                              | Urbain de Maillé-Brézé             | Charles de Maillé-Brézé          |  |  |       |  |  |                            |  |  |                           |  |
|                                      |                              | Urbain de Maillé-Brézé             | Jacqueline de Thévalle           |  |  |       |  |  |                            |  |  |                           |  |
| Claire Clémence de Maillé            |                              | Urbain de Maillé-Brézé             |                                  |  |  |       |  |  |                            |  |  |                           |  |
|                                      |                              | Nicole du Plessis de Richelieu     | François du Plessis de Richelieu |  |  |       |  |  |                            |  |  |                           |  |
|                                      |                              | Nicole du Plessis de Richelieu     | François du Plessis de Richelieu |  |  |       |  |  |                            |  |  |                           |  |
|                                      |                              | Nicole du Plessis de Richelieu     | Suzanne de La Porte              |  |  |       |  |  |                            |  |  |                           |  |
| Anna Maria Vittoria di Borbone-Condé |                              | Nicole du Plessis de Richelieu     |                                  |  |  |       |  |  |                            |  |  |                           |  |
|                                      | Federico V Elettore Palatino | Federico IV Elettore Palatino      |                                  |  |  |       |  |  |                            |  |  |                           |  |
|                                      | Federico V Elettore Palatino | Federico IV Elettore Palatino      |                                  |  |  |       |  |  |                            |  |  |                           |  |
|                                      | Federico V Elettore Palatino | Luisa Giuliana d'Orange-Nassau     |                                  |  |  |       |  |  |                            |  |  |                           |  |
| Edoardo del Palatinato               | Federico V Elettore Palatino |                                    |                                  |  |  |       |  |  |                            |  |  |                           |  |
|                                      |                              | Elisabetta Stuart                  | Giacomo I d'Inghilterra          |  |  |       |  |  |                            |  |  |                           |  |
|                                      |                              | Elisabetta Stuart                  | Giacomo I d'Inghilterra          |  |  |       |  |  |                            |  |  |                           |  |
|                                      |                              | Elisabetta Stuart                  | Anna di Danimarca                |  |  |       |  |  |                            |  |  |                           |  |
| Anna Enrichetta del Palatinato       |                              | Elisabetta Stuart                  |                                  |  |  |       |  |  |                            |  |  |                           |  |
|                                      |                              | Carlo I di Gonzaga-Nevers          | Ludovico Gonzaga-Nevers          |  |  |       |  |  |                            |  |  |                           |  |
|                                      |                              | Carlo I di Gonzaga-Nevers          | Ludovico Gonzaga-Nevers          |  |  |       |  |  |                            |  |  |                           |  |
|                                      |                              | Carlo I di Gonzaga-Nevers          | Enrichetta di Nevers             |  |  |       |  |  |                            |  |  |                           |  |
| Anna Maria di Gonzaga-Nevers         |                              | Carlo I di Gonzaga-Nevers          |                                  |  |  |       |  |  |                            |  |  |                           |  |
|                                      |                              | Caterina di Lorena                 | Carlo di Guisa                   |  |  |       |  |  |                            |  |  |                           |  |
|                                      |                              | Caterina di Lorena                 | Carlo di Guisa                   |  |  |       |  |  |                            |  |  |                           |  |
|                                      |                              | Caterina di Lorena                 | Enrichetta di Savoia-Villars     |  |  |       |  |  |                            |  |  |                           |  |
|                                      |                              | Caterina di Lorena                 |                                  |  |  |       |  |  |                            |  |  |                           |  |